# Încrederea (film din 1986)
Încrederea este un film polițist românesc din 1986 regizat de Tudor Mărăscu.
Rolul principal a fost interpretat de Toma Hogea.

## Distributie
- Toma Hogea — Andrei Uleia, vopsitor auto la o uzină constructoare de mașini, originar din Brașov[4]
- Damian Crâșmaru — Dobre, procurorul care anchetează moartea Marianei Ștefănescu (menționat Damian Crîșmaru)
- Anton Tauf — cpt. Paraschiv, ofițer de miliție, asistentul procurorului
- Dana Dogaru — Mariana Ștefănescu, asistentă medicală la un spital, prietena lui Andrei, victima
- Cornel Dumitraș — Vasile Gherghel, fost boxer, infractor recidivist
- Vasile Nițulescu — Traian, unchiul lui Andrei
- Eugenia Balaure — Zoica, soția lui Traian
- Paul Lavric — Tase Istrătescu, meșterul lui Andrei de la uzină
- Traian Dănceanu — bătrânul care a descoperit victima
- Nicolae Albani — tatăl lui Andrei
- Marian Culineac — Sasu, colegul de serviciu al lui Andrei
- Ileana Predescu — vecina de palier a victimei, absolventă de Conservator
- Victor Rebengiuc — Atanasiu, responsabilul bufetului gării, șeful unei rețele de hoți de mașini
- Teodora Mareș — Camelia, elevă de liceu, vecina tânără a victimei
- Mariana Baboi — Delia, chelnerița de la bufetul gării
- Adrian Titieni — Silviu, iubitul Cameliei
- Elena Sereda — dactilografa procuraturii
- Angela Radoslovescu — Silvia, femeia blondă de la reconstituirea crimei
- Anca Ledunca — Elvira, soția meșterului Istrătescu
- Catița Ispas — mama lui Andrei
- Julieta Strîmbeanu — femeia de la gară care îl acuză pe Andrei că a încercat să-i fure poșeta
- Vasile Boghiță — dl. Silvestru, chiriașul unchiului Traian
- Candid Stoica
- Ion Chițoiu — administratorul blocului
- Dumitru Cărbunaru

## Primire
Filmul a fost vizionat de 1.061.055 de spectatori în cinematografele din România, după cum atestă o situație a numărului de spectatori înregistrat de filmele românești de la data premierei și până la data de 31 decembrie 2014 alcătuită de Centrul Național al Cinematografiei.